# Каюзак-сюр-Вер
Каюза́к-сюр-Вер (фр. Cahuzac-sur-Vère, окс. Caüsac de Vera) — коммуна во Франции, находится в регионе Юг — Пиренеи. Департамент — Тарн. Входит в состав кантона Виньобль и Бастид. Округ коммуны — Альби.
Код INSEE коммуны — 81051.

## География
Коммуна расположена приблизительно в 550 км к югу от Парижа, в 60 км северо-восточнее Тулузы, в 20 км к западу от Альби.

## Климат
Климат умеренно-океанический. Зима мягкая и дождливая, лето жаркое с частыми грозами. Ветры довольно редки.

## Население
Население коммуны на 2010 год составляло 1054 человека.
| 1962 | 1968 | 1975 | 1982 | 1990 | 1999 | 2010 |
| ---- | ---- | ---- | ---- | ---- | ---- | ---- |
| 1106 | 1130 | 1166 | 1053 | 1074 | 1027 | 1054 |

## Экономика
В 2007 году среди 584 человек в трудоспособном возрасте (15—64 лет) 409 были экономически активными, 175 — неактивными (показатель активности — 70,0 %, в 1999 году было 64,0 %). Из 409 активных работали 379 человек (206 мужчин и 173 женщины), безработных было 30 (14 мужчин и 16 женщин). Среди 175 неактивных 51 человек были учениками или студентами, 69 — пенсионерами, 55 были неактивными по другим причинам.

## Достопримечательности
- Дольмен Тёльер (эпоха неолита). Исторический памятник с 1993 года.[4]

## Города-побратимы
- Эльмсхорн (Германия)
- Тормак (Румыния)

## Фотогалерея

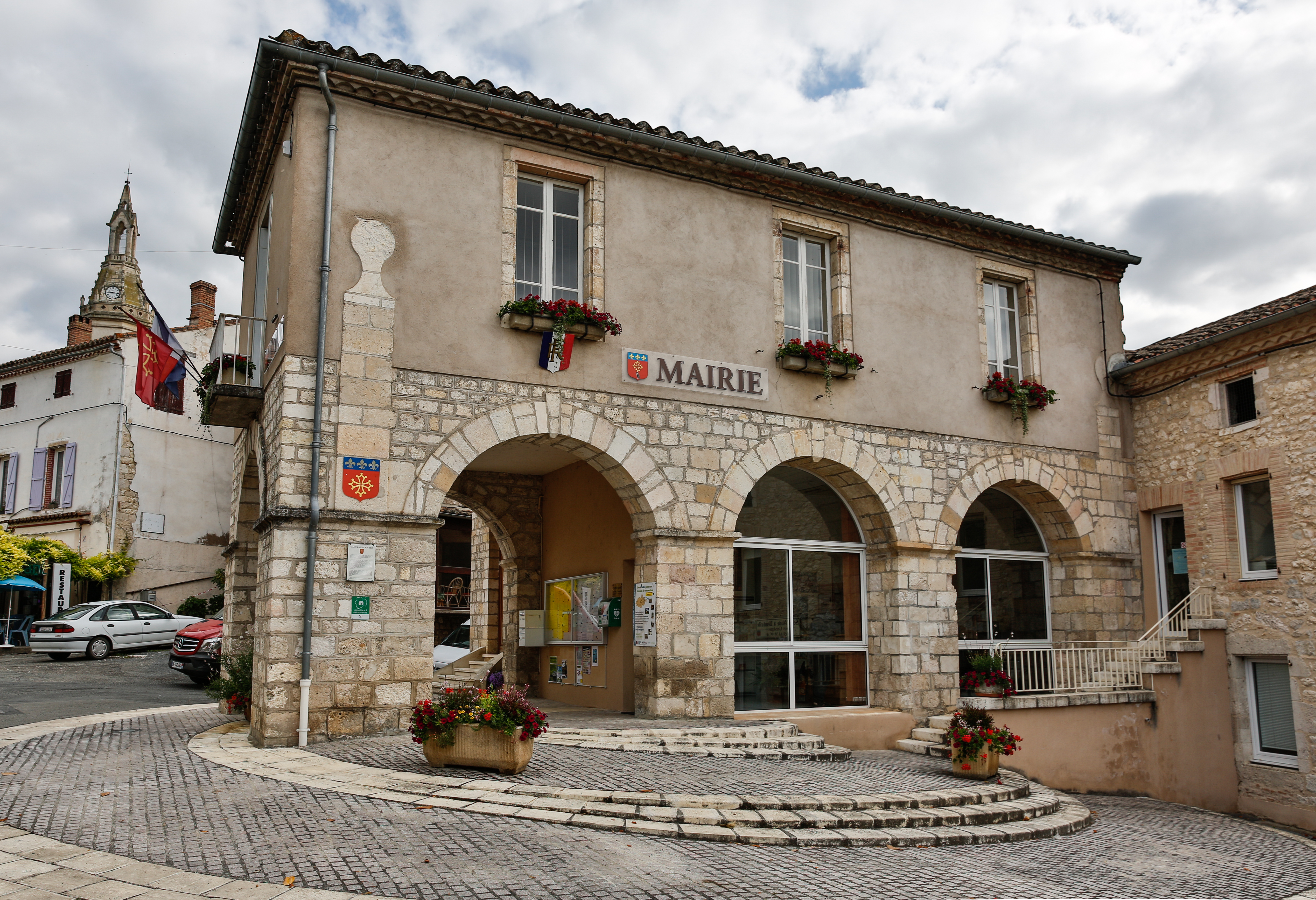
Каюзак-сюр-Вер
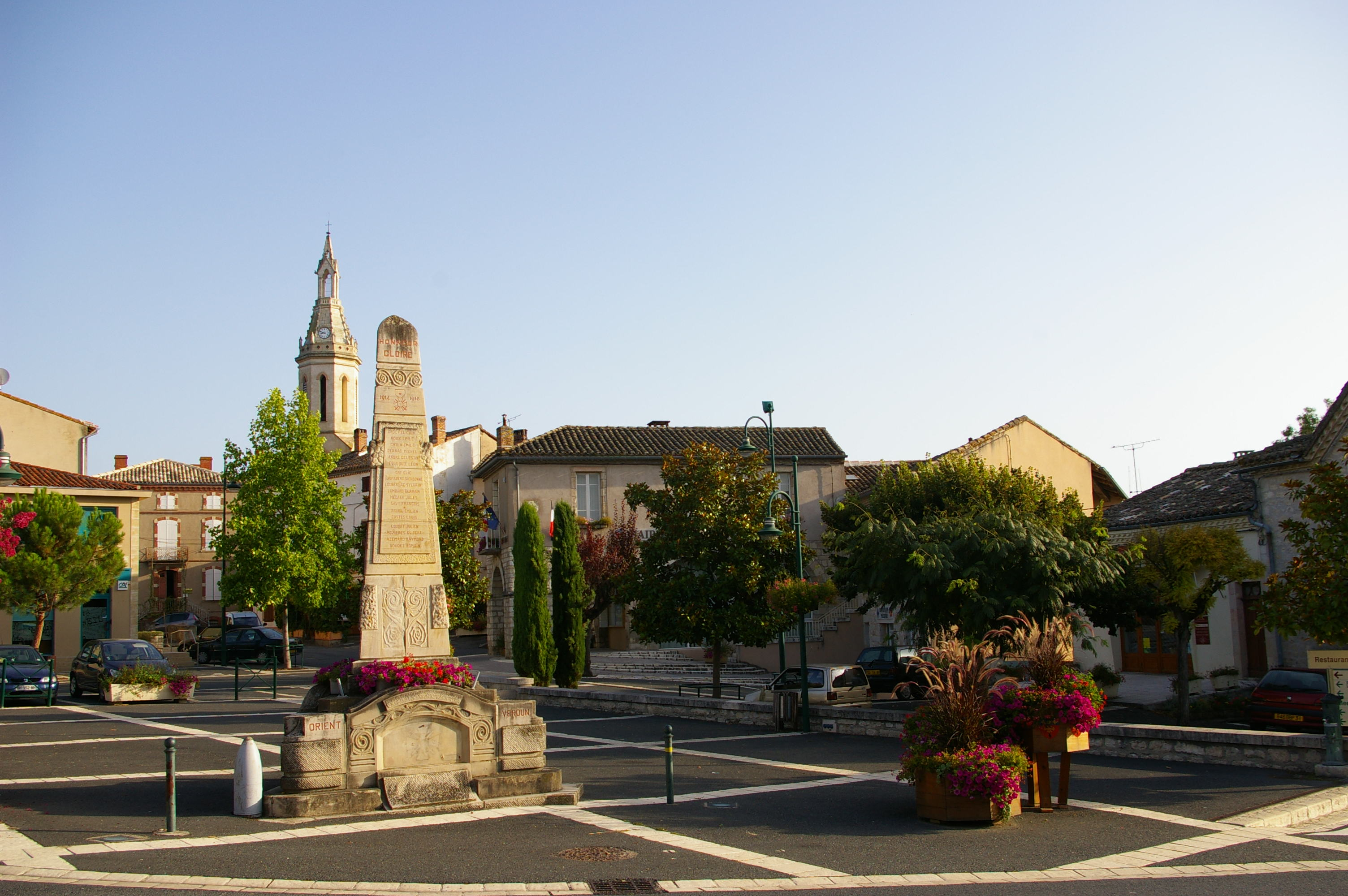
Каюзак-сюр-Вер (центральная площадь)
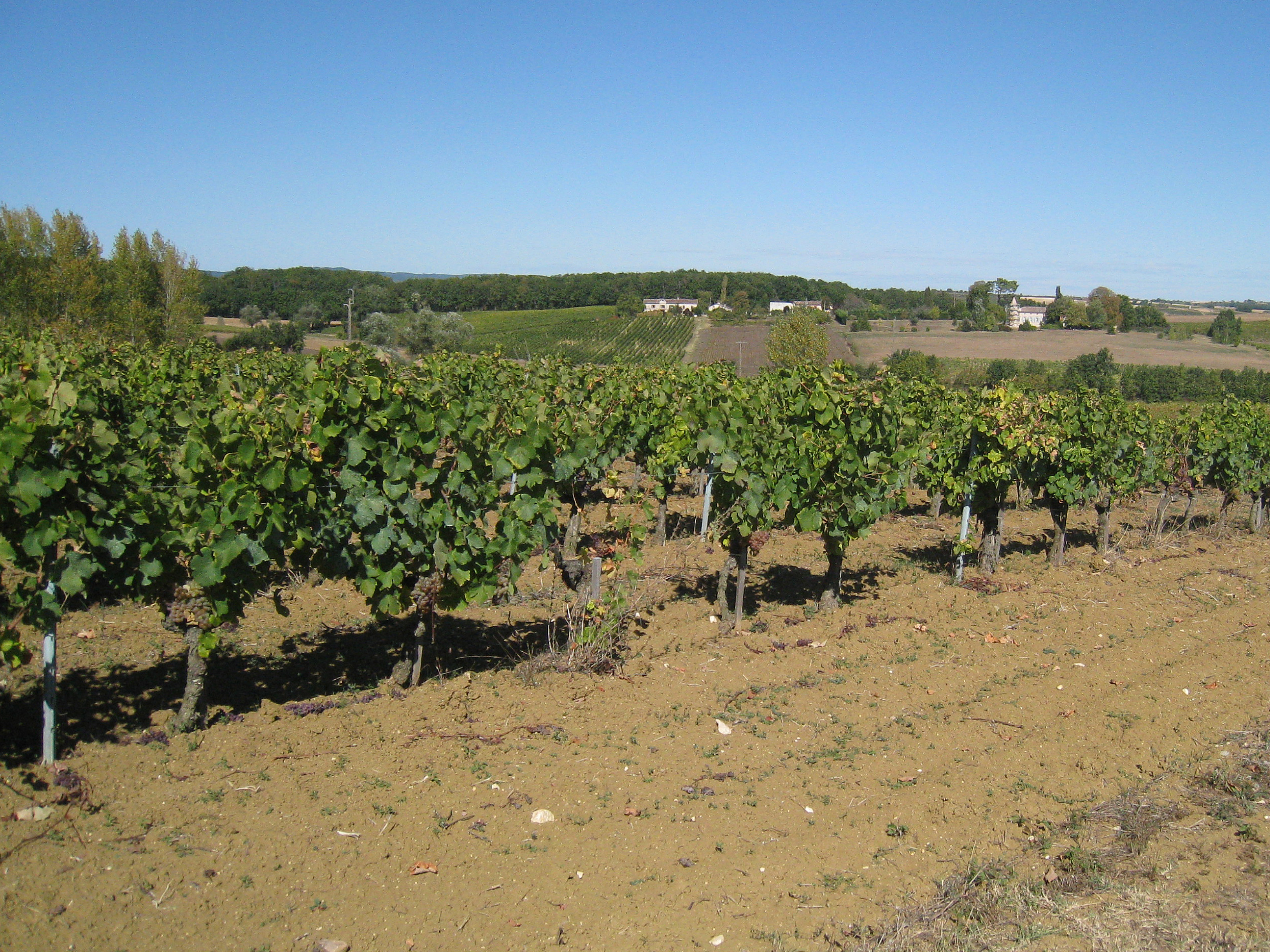
Виноградники
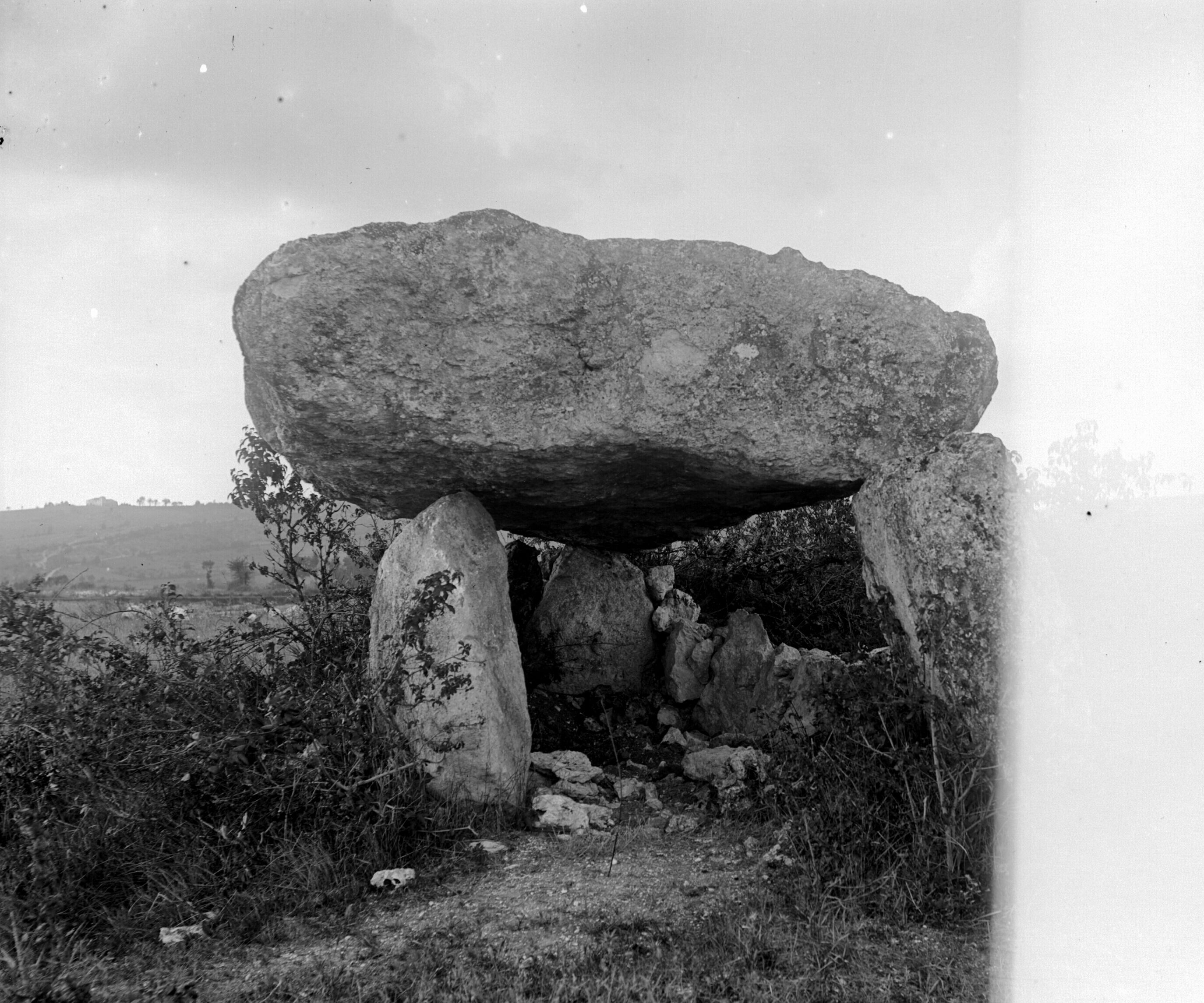
Дольмен Тёльер
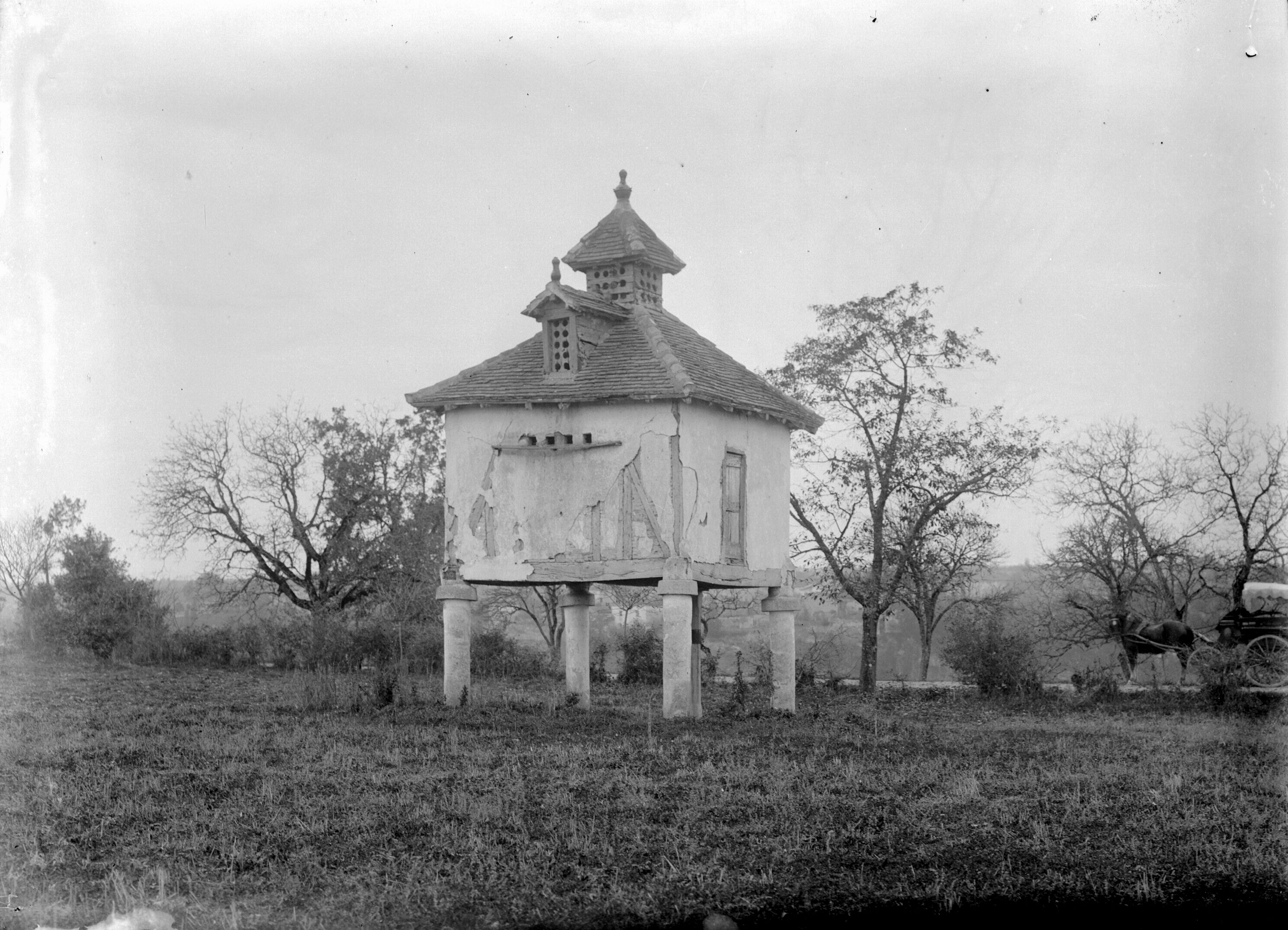
Голубятня (1905 год)
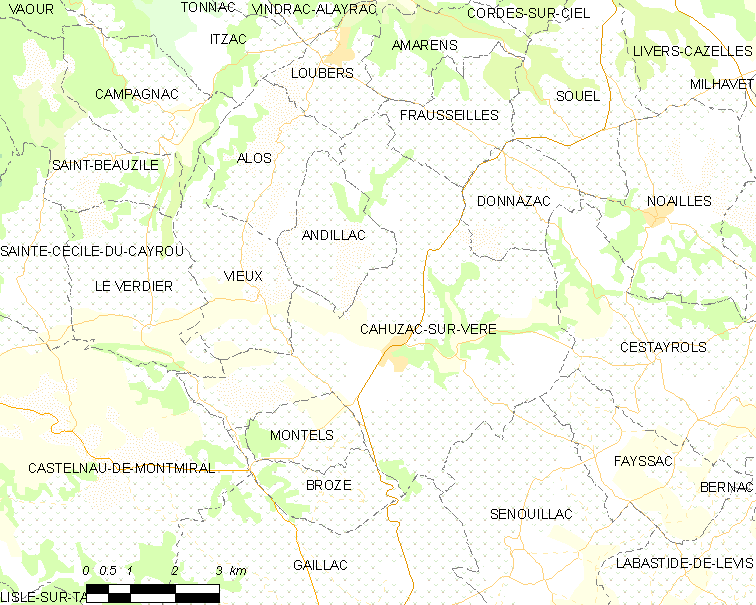
Карта коммуны